# Liste von Curling-Erfolgen der Schweiz
Die Liste von Curling-Erfolgen der Schweiz führt alle Platzierungen in den Medaillenrängen von Schweizer Curlingteams bei Welt- und Europameisterschaften sowie bei Olympischen Spielen seit 1959 auf. Eine Schweizer „Nationalmannschaft“ existiert im Curling nicht, stattdessen wird in nationalen Ausscheidungen zwischen den Clubs dasjenige Team ermittelt, welches die Schweiz an internationalen Turnieren vertreten darf.

## Olympische Spiele

### Männer
| Platzierung                             | Jahr                  | Skip              |
| --------------------------------------- | --------------------- | ----------------- |
| Silber                                  | 1988 (Calgary)*       | Hansjörg Lips     |
| Gold                                    | 1992 (Albertville)*   | Urs Dick          |
| Gold                                    | 1998 (Nagano)         | Patrick Hürlimann |
| Bronze                                  | 2002 (Salt Lake City) | Andreas Schwaller |
| Bronze                                  | 2010 (Vancouver)      | Markus Eggler     |
| Bronze                                  | 2018 (Pyeongchang)    | Peter de Cruz     |
| *) Olympischer Demonstrationswettbewerb |                       |                   |

### Frauen
| Platzierung | Jahr                  | Skip           |
| ----------- | --------------------- | -------------- |
| Silber      | 2002 (Salt Lake City) | Luzia Ebnöther |
| Silber      | 2006 (Turin)          | Mirjam Ott     |

### Mixed Double
| Platzierung | Jahr               | Team                       |
| ----------- | ------------------ | -------------------------- |
| Silber      | 2018 (Pyeongchang) | Jenny Perret & Martin Rios |

## Weltmeisterschaften

### Männer
| Platzierung | Jahr | Skip               |
| ----------- | ---- | ------------------ |
| Bronze      | 1974 | Peter Attinger Jr. |
| Gold        | 1975 | Otto Danieli       |
| Bronze      | 1976 | Adolf Aerni        |
| Silber      | 1979 | Peter Attinger Jr. |
| Bronze      | 1980 | Jürg Tanner        |
| Gold        | 1981 | Jürg Tanner        |
| Silber      | 1982 | Jürg Tanner        |
| Silber      | 1984 | Peter Attinger Jr. |

| Platzierung | Jahr | Skip               |
| ----------- | ---- | ------------------ |
| Silber      | 1989 | Patrick Hürlimann  |
| Gold        | 1992 | Markus Eggler      |
| Bronze      | 1993 | Dieter Wüest       |
| Bronze      | 1994 | Markus Eggler      |
| Bronze      | 1996 | Patrick Hürlimann  |
| Bronze      | 1999 | Patrick Hürlimann  |
| Silber      | 2001 | Christof Schwaller |
| Silber      | 2003 | Ralph Stöckli      |

| Platzierung | Jahr | Skip              |
| ----------- | ---- | ----------------- |
| Bronze      | 2014 | Peter de Cruz     |
| Bronze      | 2017 | Peter de Cruz     |
| Bronze      | 2023 | Yannick Schwaller |
| Silber      | 2025 | Yannick Schwaller |

### Frauen
| Platzierung | Jahr | Skip             |
| ----------- | ---- | ---------------- |
| Gold        | 1979 | Gaby Casanova    |
| Gold        | 1983 | Erika Müller     |
| Silber      | 1984 | Brigitte Kienast |
| Bronze      | 1985 | Erika Müller     |
| Bronze      | 1987 | Marianne Flotron |
| Bronze      | 1992 | Janet Hürlimann  |
| Silber      | 2000 | Luzia Ebnöther   |
| Bronze      | 2004 | Luzia Ebnöther   |
| Bronze      | 2008 | Mirjam Ott       |
| Gold        | 2012 | Mirjam Ott       |

| Platzierung | Jahr | Skip              |
| ----------- | ---- | ----------------- |
| Gold        | 2014 | Binia Feltscher   |
| Gold        | 2015 | Alina Pätz        |
| Gold        | 2016 | Binia Feltscher   |
| Gold        | 2019 | Silvana Tirinzoni |
| Gold        | 2021 | Silvana Tirinzoni |
| Gold        | 2022 | Silvana Tirinzoni |
| Gold        | 2023 | Silvana Tirinzoni |
| Silber      | 2024 | Silvana Tirinzoni |
| Silber      | 2025 | Silvana Tirinzoni |

### Mixed Double
| Platzierung | Jahr | Team                        |
| ----------- | ---- | --------------------------- |
| Gold        | 2008 | Irene Schori, Toni Müller   |
| Gold        | 2009 | Irene Schori, Toni Müller   |
| Gold        | 2011 | Alina Pätz, Sven Michel     |
| Gold        | 2012 | Nadine Lehmann, Martin Rios |

| Platzierung | Jahr | Team                       |
| ----------- | ---- | -------------------------- |
| Gold        | 2014 | Michelle Gribi, Reto Gribi |
| Gold        | 2017 | Jenny Perret, Martin Rios  |
| Gold        | 2018 | Michèle Jäggi, Sven Michel |

## Europameisterschaften

### Männer
| Platzierung | Jahr | Skip               |
| ----------- | ---- | ------------------ |
| Gold        | 1976 | Peter Attinger Jr. |
| Gold        | 1978 | Jürg Tanner        |
| Gold        | 1981 | Jürg Tanner        |
| Bronze      | 1982 | Jürg Tanner        |
| Gold        | 1983 | Amédéé Biner       |
| Gold        | 1984 | Peter Attinger Jr. |
| Gold        | 1986 | Felix Luchsinger   |
| Bronze      | 1987 | Dieter Wüest       |
| Bronze      | 1988 | Peter Attinger Jr. |

| Platzierung | Jahr | Skip              |
| ----------- | ---- | ----------------- |
| Bronze      | 1991 | Daniel Model      |
| Bronze      | 1992 | Urs Dick          |
| Bronze      | 1993 | Markus Eggler     |
| Silber      | 1994 | Hansjörg Lips     |
| Silber      | 1995 | André Flotron     |
| Bronze      | 1996 | Felix Luchsinger  |
| Silber      | 2001 | Andreas Schwaller |
| Gold        | 2006 | Andreas Schwaller |
| Silber      | 2009 | Ralph Stöckli     |

| Platzierung | Jahr | Skip               |
| ----------- | ---- | ------------------ |
| Bronze      | 2010 | Christof Schwaller |
| Gold        | 2013 | Sven Michel        |
| Bronze      | 2014 | Sven Michel        |
| Silber      | 2015 | Peter de Cruz      |
| Bronze      | 2016 | Peter de Cruz      |
| Bronze      | 2017 | Peter de Cruz      |
| Silber      | 2022 | Yannick Schwaller  |
| Bronze      | 2023 | Yannick Schwaller  |

### Frauen
| Platzierung | Jahr | Skip                 |
| ----------- | ---- | -------------------- |
| Bronze      | 1975 | Berty Schriber       |
| Silber      | 1977 | Nicole Zloczower     |
| Silber      | 1978 | Heidi Neuenschwander |
| Gold        | 1979 | Gaby Casanova        |
| Gold        | 1981 | Susan Schlapbach     |
| Bronze      | 1982 | Susan Schlapbach     |
| Bronze      | 1983 | Erika Müller         |
| Bronze      | 1984 | Irene Bürgi          |
| Gold        | 1985 | Jaqueline Landolt    |
| Silber      | 1986 | Liliane Raisin       |
| Bronze      | 1988 | Cristina Lestander   |
| Silber      | 1989 | Marianne Flotron     |
| Bronze      | 1990 | Cristina Lestander   |
| Silber      | 1993 | Diana Meichtry       |

| Platzierung | Jahr | Skip              |
| ----------- | ---- | ----------------- |
| Gold        | 1996 | Mirjam Ott        |
| Bronze      | 1999 | Luzia Ebnöther    |
| Bronze      | 2000 | Nadja Heuer       |
| Bronze      | 2001 | Luzia Ebnöther    |
| Silber      | 2003 | Luzia Ebnöther    |
| Silber      | 2004 | Mirjam Ott        |
| Silber      | 2005 | Mirjam Ott        |
| Bronze      | 2006 | Mirjam Ott        |
| Gold        | 2008 | Mirjam Ott        |
| Silber      | 2009 | Mirjam Ott        |
| Bronze      | 2010 | Mirjam Ott        |
| Bronze      | 2013 | Mirjam Ott        |
| Gold        | 2014 | Binia Feltscher   |
| Silber      | 2018 | Silvana Tirinzoni |

| Platzierung | Jahr | Skip              |
| ----------- | ---- | ----------------- |
| Bronze      | 2019 | Silvana Tirinzoni |
| Silber      | 2022 | Silvana Tirinzoni |
| Gold        | 2023 | Silvana Tirinzoni |
| Gold        | 2024 | Silvana Tirinzoni |

### Medaillenspiegel
|                       | Männer | Männer | Männer | Männer | Frauen | Frauen | Frauen | Frauen | Gesamt |
|                       | Gold   | Silber | Bronze | Gesamt | Gold   | Silber | Bronze | Gesamt |        |
| Olympische Spiele     | 1      | 0      | 1      | 2      | 0      | 2      | 0      | 2      | 4      |
| Weltmeisterschaften   | 3      | 6      | 7      | 16     | 2      | 2      | 4      | 8      | 24     |
| Europameisterschaften | 7      | 3      | 7      | 17     | 4      | 9      | 11     | 24     | 41     |
| Gesamt                | 11     | 9      | 15     | 35     | 6      | 13     | 15     | 34     | 69     |